# Трощенко, Валерий Трофимович
Валерий Трофимович Трощенко (15 мая 1929, Скреплево, Смоленский уезд, Смоленская губерния, РСФСР — 30 ноября 2022, Киев) — советский и украинский учёный в области механики, доктор технических наук (с 1966 года), академик НАН Украины (с 26 декабря 1979), директор Института проблем прочности имени Г. С. Писаренко НАН Украины. Заслуженный деятель науки и техники УССР (1964), лауреат Государственной премии УССР в области науки и техники (1969), Государственной премии СССР в области науки и техники (1982) и Государственной премии Украины в области науки и техники (1997).

## Биография
Родился 15 мая 1929 года в селе Скреплево (теперь Монастырщинского района Смоленской области России).
В 1952 году окончил механический факультет Киевского политехнического института по специальности «тракторостроение» и был рекомендован в аспирантуру при кафедре сопротивления материалов КПИ. Защитил кандидатскую диссертацию в 1955 году, после чего работал в Институте металлокерамики и спецсплавов АН УССР (с 1964 года — Институт проблем материаловедения). Входил в число первых учеников Г. С. Писаренко, формировавших советскую научную школу в теме прочности материалов и элементов конструкций в экстремальных условиях. Начал работу младшим научным сотрудником и достиг должности заведующего лабораторией сектора прочности.
Защитил докторскую диссертацию в 1965 году. Когда в 1966 году на базе сектора прочности Института проблем материаловедения был создан новый отдельный Институт проблем прочности АН УССР, Трощенко возглавил в нём отдел усталости и термоусталости материалов, с того же года занимал пост заместителя директора института по научной работе. В 1988 году возглавил институт. Оставался на посту руководителя отдела до 2006 года, директора института — до 2011 года. В 2011—2022 годах почётный директор. Научный руководитель и консультант при подготовке 38 кандидатов и 11 докторов наук.
С 1979 года академик АН УССР (член-корреспондент с 1967). Академик-секретарь отделения механики, член Президиума (1988—1993). Член исполнительного и номинационного советов Европейского общества конструкционной прочности (ESIS), член Учёного совета РАН по проблеме «Надёжность, ресурс и безопасность технических систем». Был главным редактором международного научно-технического журнала «Проблемы прочности», членом редакционного совета журнала «Промышленное строительство и инженерные сооружения» (Украина), редакционных советов международных журналов Structural Integrity и International Journal of Fatigue, а также Journal of Protection Materials (Китай), Journal of Materials Science and Technology (Болгария), Mechanika (Литва), «Механика машин, механизмов и материалов» (Беларусь).
Умер 30 ноября 2022 года в возрасте 93 лет.

## Научная деятельность
Широкой областью специализации В. Т. Трощенко были фундаментальные и прикладные проблемы механики твёрдого деформируемого тела, основной областью интересов — проблемы усталости материала. Автор новых экспериментальных методов и оборудования для изучения прочности конструкционных материалов в условиях, близких к реальным. На основе исследований металлов и сплавов предложил деформационные и энергетические критерии усталостного разрушения. Внёс важный вклад в обоснование модели перехода от усталостного к хрупкому разрушению, разработку ускоренного метода определения предела выносливости металлов и сплавов с учётом влияния градиента напряжения, режима нагрузки и других факторов. Среди исследуемых аспектов — связь процесса накопления усталостного повреждения материалов с циклической неупругостью, прочность материалов в условиях изотермических и неизотермических малоцикловых нагрузок, закономерности развития усталостных трещин, в том числе трещиностойкость металлов и сплавов с учётом конструкционных и эксплутационных факторов, характерных для газотурбинных двигателей и оборудования АЭС.
Автор более чем 600 научных работ, в том числе более 20 монографий и справочников, многие из которых переизданы в других странах.

### Сочинения
- Теории прочности поликристаллических материалов, учитывающие их структурную неоднородность : диссертация … доктора технических наук : 05.00.00. — Киев, 1965. — 480 с. : ил.
- Сопротивление усталости металлов и сплавов : [В 2 ч.] / В. Т. Трощенко, Л. А. Сосновский ; АН УССР, Ин-т пробл. прочности. — Киев : Наук. думка, 1987. — 21 см. Ч. 1. — Киев : Наук. думка, 1987. — 503,IV,[3] с.
- Сопротивление усталости металлов и сплавов : [В 2 ч.] / В. Т. Трощенко, Л. А. Сосоновский ; АН УССР, Ин-т пробл. прочности. — Киев : Наук. думка, 1987. — 21 см. Ч. 2. — Киев : Наук. думка, 1987. — С. 506—1302, XXXI,[2].
- Прочность металлов при переменных нагрузках [Текст]. — Москва : Наук. думка, 1978. — 174 с. : ил.; 20 см.
- Деформирование и разрушение металлов при многоцикловом нагружении / В. Т. Трощенко. — Киев : Наук. думка, 1981. — 343 с. : граф.; 22 см.
- Прочность металлокерамических материалов и методы её определения [Текст] / В. Т. Трощенко, В. Н. Руденко. — Киев : Технiка, 1965. — 189 с. : ил.; 17 см.
- Усталость и неупругость металлов [Текст] / АН УССР. Ин-т проблем прочности. — Киев : Наукова думка, 1971. — 268 с. : ил.; 22 см.

## Награды
- 1969 — Государственная премия УССР в области науки и техники
- 1971 — орден «Знак Почёта»
- 1979 — орден Трудового Красного Знамени
- 1982 — Государственная премия СССР в области науки и техники
- 1987 — премии Академии наук СССР и Академии наук ЧССР[3]
- 1991 — орден Октябрьской Революции
- 1997 — Государственная премия Украины в области науки и техники
- 1998 — Заслуженный деятель науки и техники Украины
- 2004 — орден князя Ярослава Мудрого V степени
- 2009 — орден князя Ярослава Мудрого IV степени[5]